# Iwan Silczenkow
Iwan Michajłowicz Silczenkow (ur. 1908 we wsi Andriejkowo w powiecie i guberni smoleńskiej, zm. w styczniu 1978 w Smoleńsku) – funkcjonariusz NKWD, jeden ze sprawców zbrodni katyńskiej.
Miał wykształcenie podstawowe, od 1 września 1929 służył w Armii Czerwonej, 1940 przyjęty do WKP(b). Nadzorca, starszy nadzorca i komendant bloku więzienia Zarządu NKWD obwodu smoleńskiego, w 1952 starszy strażnik wydziału administracyjnego Oddziału Administracyjno-Gospodarczego (AChO) Zarządu MGB obwodu smoleńskiego, od 1952 dyżurny biura przepustek wydziału administracyjnego AChO Zarządu MGB obwodu smoleńskiego. Starszy sierżant. W 1940 brał udział w mordowaniu polskich jeńców w Katyniu, za co 26 października 1940 został nagrodzony przez ludowego komisarza spraw wewnętrznych ZSRR Ławrientija Berię.

## Odznaczenia
- Order Czerwonego Sztandaru (23 maja 1952)
- Order Czerwonej Gwiazdy (21 maja 1947)
- Medal „Za zasługi bojowe”

I 3 medale.